# Strongylocentrotus franciscanus
Oursin rouge géant
Espèce
Synonymes
- Mesocentrotus franciscanus (A. Agassiz, 1863) (préféré par BioLib)[1]
- Toxocidaris franciscana A. Agassiz, 1863[1]
- Toxocidaris franciscanus A. Agassiz, 1863[1]

Strongylocentrotus franciscanus (ou Mesocentrotus franciscanus), communément appelé Oursin rouge géant, est une espèce d'oursins de la famille des Strongylocentrotidae, originaire de l'océan Pacifique.

## Description
C'est un oursin régulier qui peut atteindre des proportions impressionnantes, certains spécimens ayant été mesurés pour un diamètre proche de 20 cm avec des épines de plus de 8 cm, ce qui en fait sans doute le plus gros oursin connu. Cependant, en pratique les individus que l'on rencontre le plus souvent dépassent rarement 15 cm, ce qui est déjà une taille très importante pour un oursin.
La robe de cet oursin est généralement rouge, mais peut aller du rose pâle jusqu'au bordeaux sombre ; le test (la « coquille ») est généralement plus sombre que les piquants (appelés « radioles »), voire parfois presque noir. La forme générale est ronde, les individus les plus vieux étant légèrement aplatis. Les épines sont réparties de manière homogène sur le test, suivant des lignes longitudinales, et leur base est généralement cerclée de rouge vermillon ou de rose. Celles de la face orale (inférieure) sont plus courtes et moins piquantes, car elles s'usent quand l'animal s'en sert pour se déplacer. Pour se maintenir sur le substrat, l'oursin rouge géant utilise aussi ses « podia », qui sont des sortes d'excroissances munies de ventouses.

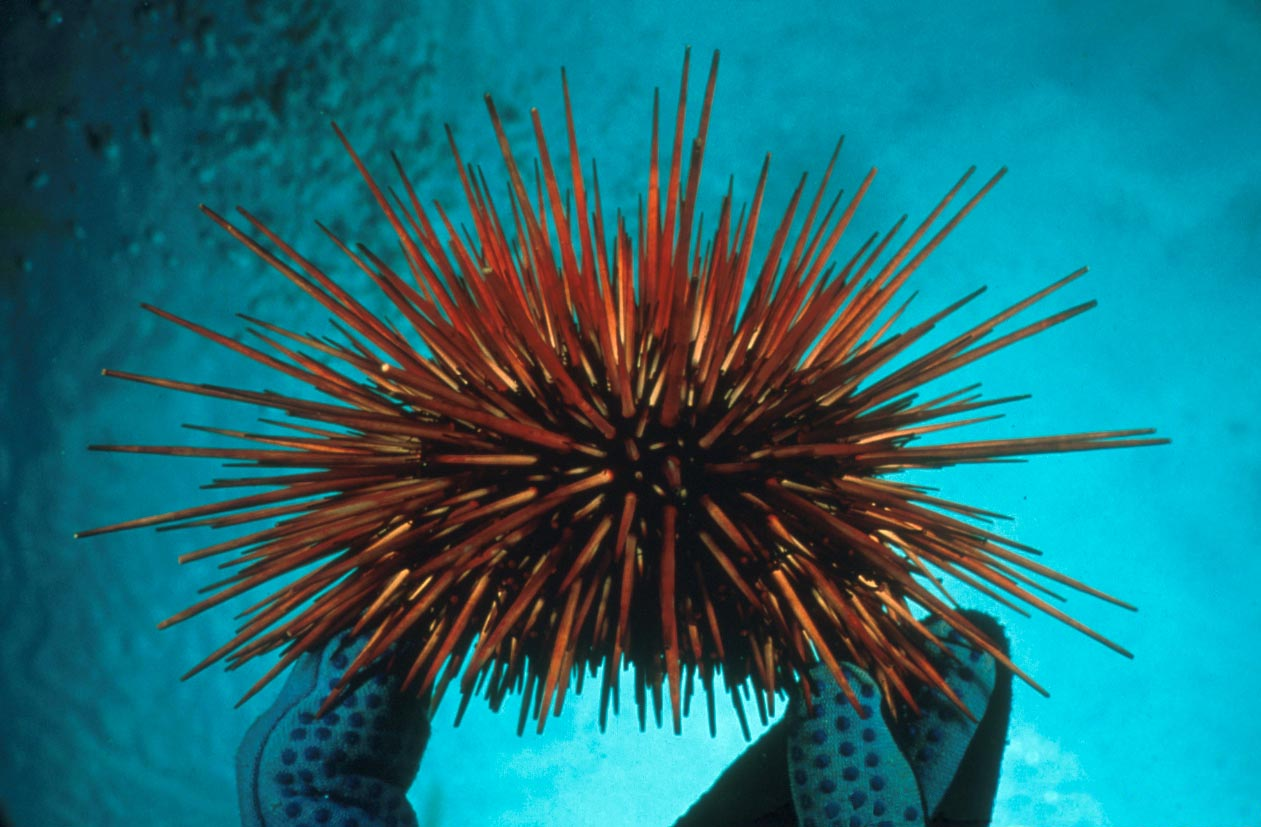
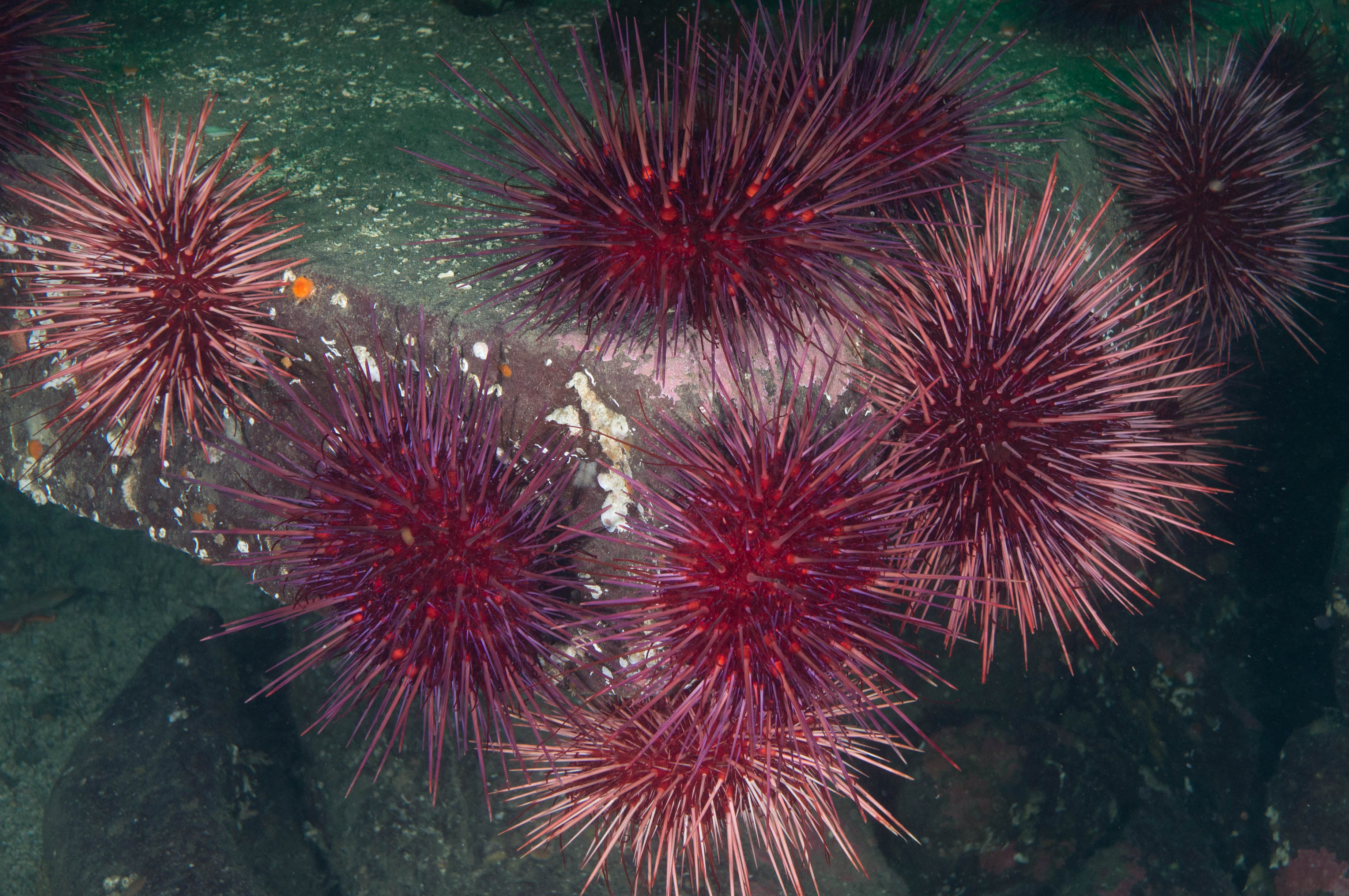
Groupe d'oursins géants au Canada.
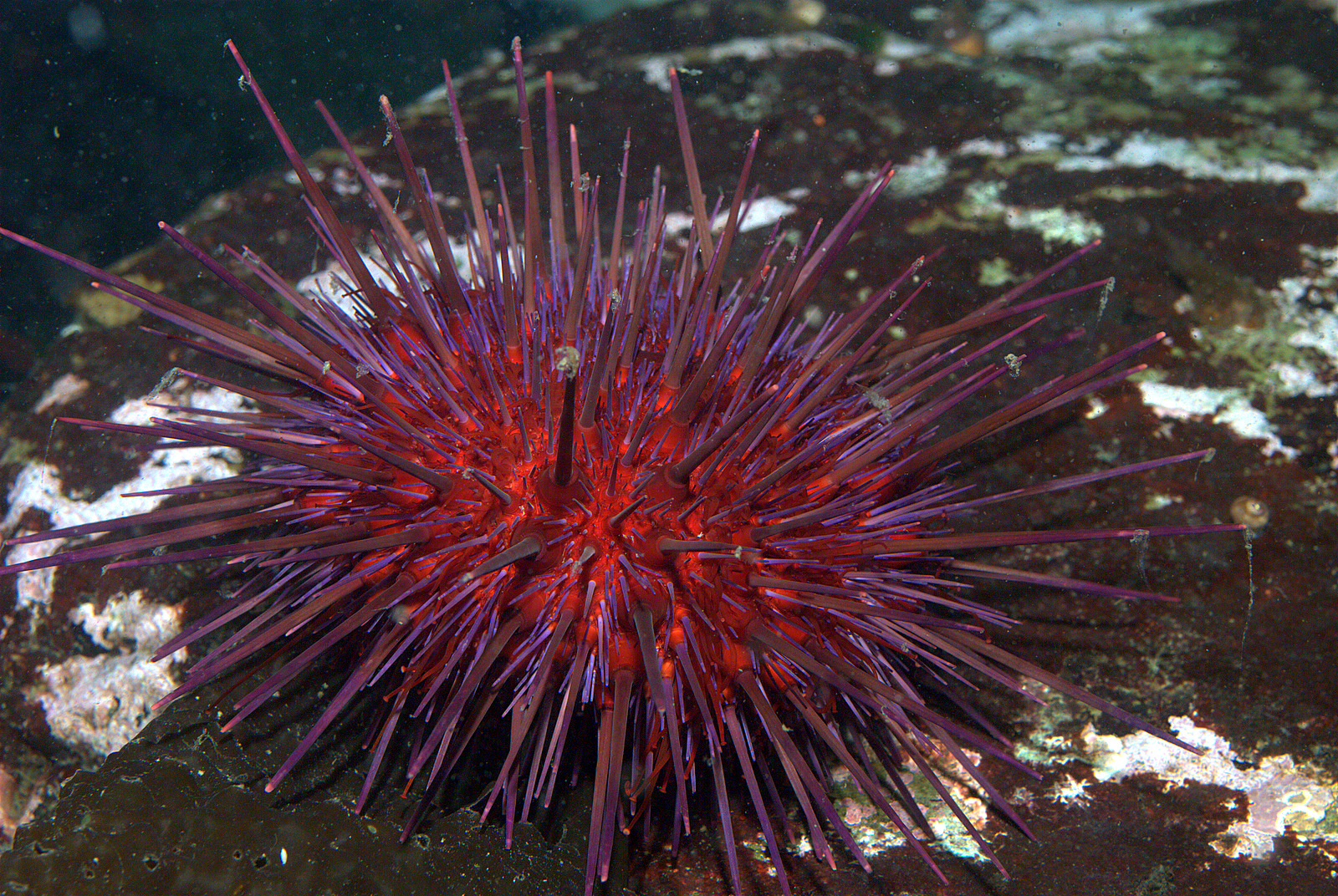
Spécimen photographié au Canada.

## Habitat et répartition
On trouve cet oursin sur les côtes est de l'océan Pacifique, de l'Alaska à la Basse-Californie. Il se rencontre principalement sur des substrats rocheux, de la surface à 90 m de profondeur. Elle ne semble pas apprécier le sable ou les substrats détritiques, ni le ressac ou les courants trop puissants.

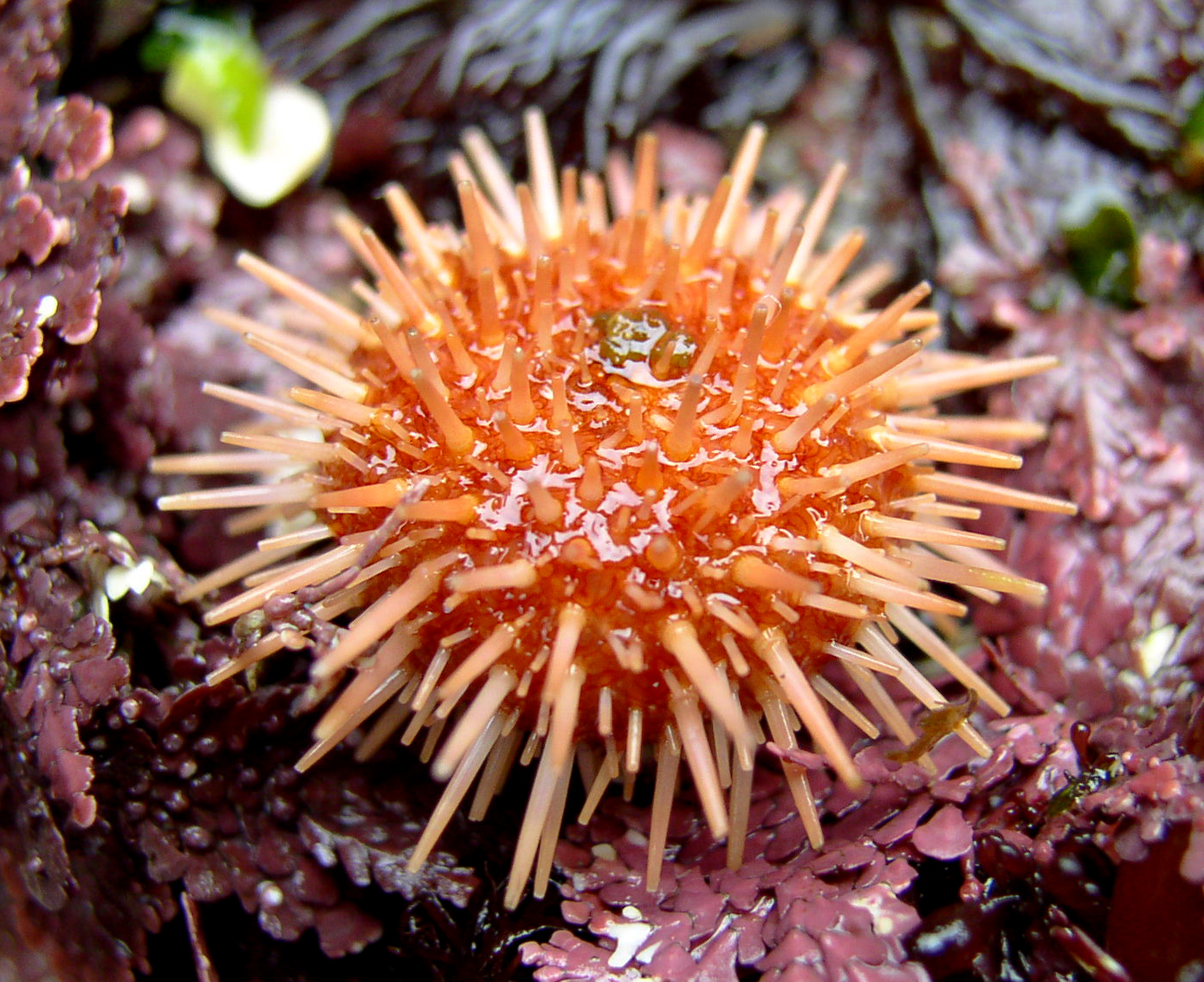
Strongylocentrotus franciscanus juvénile (1.5 cm), trouvé à Cape Flattery.

## Écologie et comportement
En plus d'être le plus gros oursin connu, l'Oursin rouge géant est également pourvu d'une espérance de vie considérable pouvant dépasser les 200 ans,.
La reproduction est gonochorique, et mâles et femelles relâchent leurs gamètes en même temps en pleine eau de juin à septembre, où œufs puis larves vont évoluer parmi le plancton pendant quelques semaines avant de se fixer, à l'abri des prédateurs. Une fois que leur diamètre a atteint 4 cm, ils commencent à s'exposer pour se nourrir. Ils sont considérés comme matures quand leur taille approche des 7 cm de diamètre. Il leur faut de 5 à 10 ans pour atteindre le diamètre de 10 cm, qui constitue le calibre minimal légal pour l'exploitation commerciale au Canada. Ils font partie des espèces caractérisées par une sénescence négligeable : ils pourraient vivre plus de 100 ans, jusqu'à 200 ans.
Les oursin rouges géants sont des brouteurs, qui se nourrissent principalement d'algues, notamment de varech et de kelp, qu'ils déchiquètent au moyen de leur puissant appareil masticatoire appelé « lanterne d'Aristote ». En abondance, ils peuvent dégarnir totalement un rocher de ses algues, ce qui favorise l'installation d'autres organismes comme des algues encroûtantes, permettant le maintien d'une bonne biodiversité. Mais dans les zones où ses prédateurs ont fortement régressé, cet oursin peut se retrouver en surpopulation et entraîner un surpâturage.
Cet oursin est la proie de certains poissons, crabes et étoiles de mer, surtout quand il est faible ou jeune. Mais son principal prédateur reste la loutre de mer, capable de détacher et ouvrir même les plus gros spécimens.

## Taxinomie
La taxinomie des Strongylocentrotidae n'est pas encore très bien établie. World Register of Marine Species (28 octobre 2013) préfère ainsi placer cet oursin sous le genre Mesocentrotus, et l'appelle par conséquent Mesocentrotus franciscanus (A. Agassiz, 1863). Par ailleurs, des études génétiques récentes suggèrent que la classification actuelle de cette famille serait entièrement à revoir.

## Strongylocentrotus franciscanuset l'Homme
Comme tous les oursins vivant à proximité de la surface, l'oursin rouge géant est souvent responsables de vives douleurs quand un baigneur marche dessus par inadvertance. Ses épines ont tendance à se casser dans la plaie, ce qui les rend presque impossibles à enlever entièrement. Heureusement, cet animal est assez visible et n'est pas venimeux. Il ne présente pas de grand danger si la plaie est correctement désinfectée, le corps dissoudra les morceaux de calcite en quelques semaines.
L'Oursin rouge géant est comestible, et ses gonades sont très prisées au Japon où on les consomme notamment en sashimi. C'est surtout pour ce marché asiatique que l'oursin rouge géant est l'objet d'une pêche commerciale importante sur les côtes du Canada et des États-Unis, ce qui a donné lieu à l'instauration de quotas depuis les années 1990.

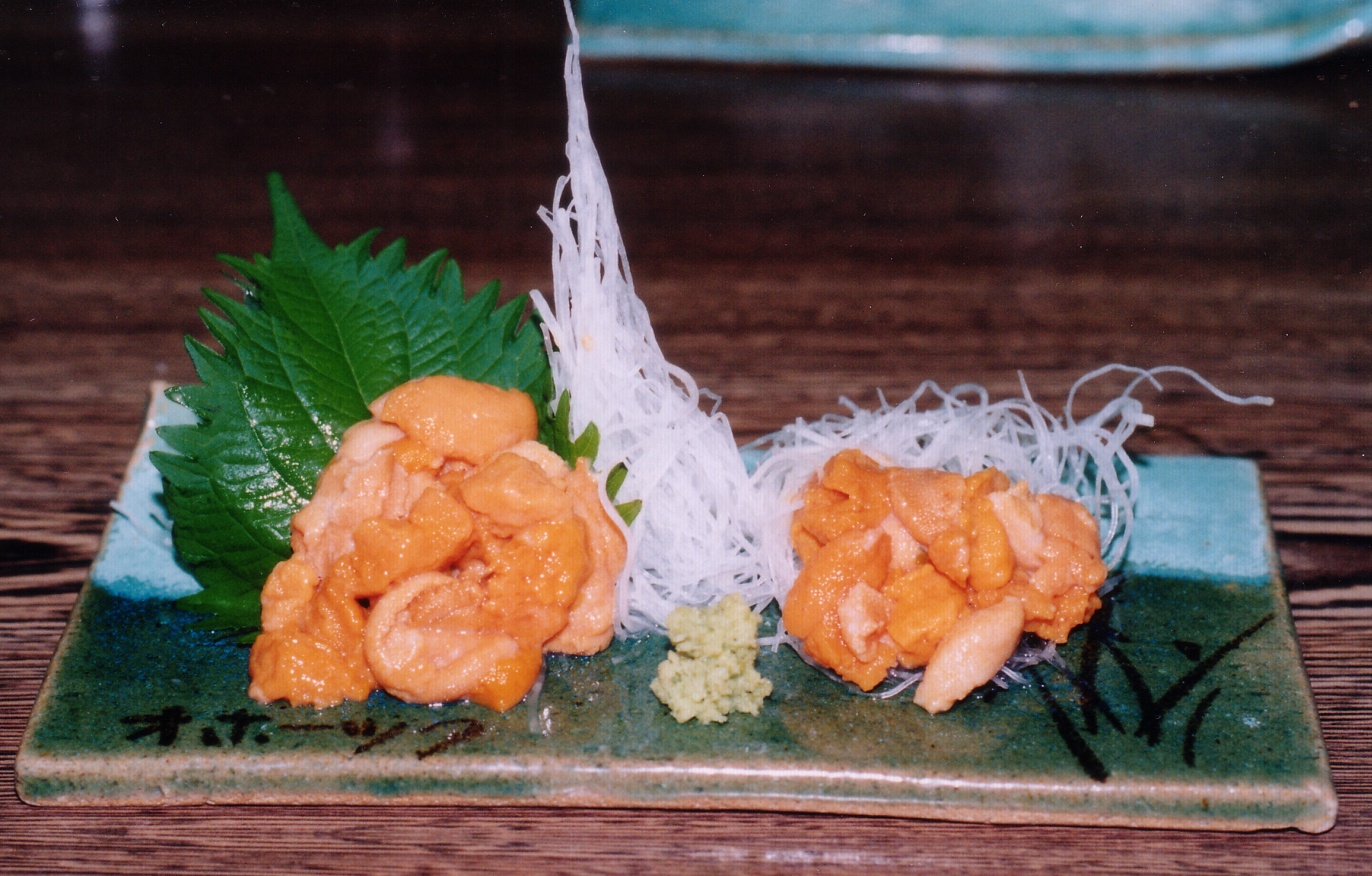
Corail d'oursins en sashimi au Japon.